# Taučiuliai
Taučiuliai (hist. pol. Towczule lub Tawczule) – wieś na Litwie, w okręgu wileńskim, w rejonie szyrwinckim.
Według danych ze spisu powszechnego w 2011 roku we wsi mieszkało 18 osób.
W XIX wieku trzy wsie liczące łącznie 11 domostw i 95 mieszkańców, katolików. W 1865 wchodziły w skład dóbr Montygaliszki należących do rodziny Hryniowiczów. W 1890 w Towczulach mieszkały 123 osoby, wieś etnicznie miała charakter litewski.